# Hermann Wild (Politiker)
Karl Hermann Christoph Wild (* 27. Februar 1884 in Neuenbürg; † 15. Dezember 1962 in Ulm) war ein deutscher Politiker.

## Leben
Wild, Sohn eines Schulrats und evangelischer Konfession, studierte nach dem Abitur 1902 zunächst Mathematik in Stuttgart, bis er 1903 begann in Tübingen evangelische Theologie zu studieren. Er war Mitglied der Verbindung Normannia Tübingen. Er legte 1908 die erste und 1912 die zweite theologische Dienstprüfung ab.
Danach war er als Pfarrer und Religionslehrer tätig.
Er kandidierte 1919 vergeblich für die DDP für die Verfassunggebende Landesversammlung von Württemberg.
Nach dem Zweiten Weltkrieg schloss er sich 1946 der FDP an und gehörte von 1946 bis 1959 dem Gemeinderat von Ulm an. Zudem war er von 1946 bis 1952 Mitglied des Landtags von Württemberg-Baden.

## Auszeichnungen
- Bundesverdienstkreuz